# Flip - Scambio di persona
Flip - Scambio di persona (Flip) è un romanzo dello scrittore britannico Martyn Bedford. È stato tradotto in almeno sette lingue e pubblicato in dieci nazioni. In Italia il libro è stato pubblicato da Mondadori.
Nel 2011 venne incluso nella shortlist di quattro libri in corsa per la vittoria del Costa Book Award nella sezione dedicata ai romanzi per ragazzi.

## Trama
Alex è un ragazzo di 14 anni che una mattina si sveglia in un corpo che non è il suo. A svegliarlo è infatti una donna, che si rivela essere la madre di un certo Philip (detto Flip). Alex inoltre non ha alcuna memoria degli ultimi sei mesi che sono intercorsi fra la sera in cui si era addormentato nel proprio corpo e la mattina in cui si è svegliato in quello nuovo.
Alex inizia a vivere così la vita di Flip, atletico, forte e bello tanto da avere due fidanzate...

## Edizioni
- (NL) Martyn Bedford, Het Flip-effect, Haarlem, Gottmer, 2010, ISBN 978-90-257-4860-9.
- (EN) Martyn Bedford, Flip, Walker, 2011, ISBN 0-385-73990-7.
- (EN) Martyn Bedford, Flip, New York, Wendy Lamb Books, 2011, ISBN 0-385-90808-3.
- Martyn Bedford, Flip - Scambio di persona, traduzione di Anna Carbone e illustrazioni di Stefano Moro, Prima Edizione - marzo 2011, Mondadori, 2011,  p. 271, ISBN 978-88-04-60749-6.
- (DE) Martyn Bedford, Crash - Ins falsche Leben, traduzione di Gerald Jung e Katharina Orgaß, DTV, 2012, ISBN 3-423-24933-1.
- (PL) Martyn Bedford, Flip, traduzione di Tatiana Grzegorzewska e Piotr Grzegorzewski, Warszawa, Foksal, 2014, ISBN 978-83-280-1429-9.